# Arne Samuelsen
Arne Samuelsen född 10 mars 1950, är en norsk målare. Han har utbildning från Westerdals reklameskole och Kunstakademiet. Samuelsen har speciellt målat landskapsmotiv med surrealistiska element, men också arbetat med scenografi för dansteater och illustrerat flera bilderböcker, bland annat Drømmereise från 1989 med egen text. Han mottog Kultur- och kyrkodepartementets priser för barn- och ungdomslitteratur 1986 för Gutten som ville eie snøen med text av Dag Larsen.
Arne Samuelsen är inköpt av bland annat Norsk kulturråd, Norges Bank, Riksgalleriet och Nasjonalgalleriet - samt Museet for samtidskunst där han är representerad med tre målerier.